# شیرانویی داکوئه‌مون
شیرانویی داکوئه‌مون (به ژاپنی: 不知火 諾右衛門) کُشتی‌گیر سوموی اهل استان کوماموتو در کشور ژاپن است که هشتمین کشتی‌گیر دارای رتبهٔ یوکوزونا محسوب می‌شود. وی در سال ۱۸۴۰ میلادی به این مرتبه ارتقا یافت و در سال ۱۸۴۴ میلادی بازنشست شد. شیرانویی داکوئه‌مون توانست ۱ بار قهرمان (یوشو) مسابقات سومو شود.